# Лісій (династ)
Лісій — представник впливового роду, який в державі Селевкідів певний час управляв центральною та південною частинами Фригії.
Сукупність уривчастих даних дозволяє припускати наявність у Фригії роду залежних правителів (династів), котрий походив від Лісія, полководця Селевка I. Зокрема, до 220-х років до н.е. відноситься кілька звісток про Лісія, сина Філомела (який, в свою чергу, ймовірно був сином полководця Селевка І). Він брав участь у військовій кампанії Селевка III проти пергамського царя Аттала I, котрий, скориставшись міжусобною боротьбою в царстві Селевкидів захопив значну частину їх володінь у Малій Азії.  
Те, що Лісіади діяли як династи, свідчить заснування ними двох фригійських міст – Філомеліона (сучасний Акшехір), котрий вже існував станом на 209 р. до н.е., та Лісія (точне місце розташування наразі не з’ясоване, ймовірно, десь на північний захід від озера Егридир). Втім, невідомо хто саме з представників роду заснував ці міста. 
Про Лісія також відомо, що він був визнаний проксеном (іноземцем, котрий надав полісу значні послуги та заслужив цим у ньому привілеї) в Дельфах. Крім того, ймовірно, що Лісаній, котрий надав допомогу постраждалому від землетруса 227 р. до н.е. Родосу, ідентичний з фригійським династом.
Припускають, що Філомел, який діяв на початку 2 століття до н.е., є сином Лісія.